# Izvor Dropulića vrilo
Izvor Dropulića vrilo este o arie protejată (sit de importanță comunitară — SCI) din Croația întinsă pe o suprafață de 61,56 ha, integral pe uscat.

## Localizare
Centrul sitului Izvor Dropulića vrilo este situat la coordonatele 43°10′10″N 17°25′53″E / 43.169378°N 17.43145°E.

## Înființare
Situl Izvor Dropulića vrilo a fost declarat sit de importanță comunitară în iulie 2013 pentru a proteja 1 specie de animale.

## Biodiversitate
Situată în ecoregiunea mediteraneană, aria protejată nu include niciun habitat protejat.
La baza desemnării sitului se află o specie protejată de  amfibieni: proteu de peșteră (Proteus anguinus).